# Ахмад Садег-Бонаб
Ахмад Садег-Бонаб (Sadeg-Bonab) (перс. احمد صادق‌بناب) — іранський дипломат. Надзвичайний і Повноважний посол Ірану в Україні.

## Життєпис
Народився в 1958 році. Закінчив Тегеранський університет, магістр державного управління, магістр управління промисловістю та економікою.
Працював економічним радником губернатора Східного Азербайджану, головою Ради директорів, виконавчим директором «Шахр-ва-руста», заступником міністра металургії і шахт Ірану з питань економіки і торгівлі. Член правління і заступник директора Іранської нафтової компанії. Заступник міністра кооперації Ірану. Юридичний радник міністерства промисловості Ірану в Тегерані.
З 1999 по 2003 — Надзвичайний і Повноважний Посол Ірану в Києві (Україна).